# Pekár László
Pekár László (Szolnok, 1993. január 20. –) magyar labdarúgó, posztját tekintve támadó középpályás, a BVSC-Zugló játékosa.

## Pályafutása

### Klubcsapatokban
Pályafutását Szolnokon kezdte, majd a Kecskeméti TE csapatához igazolt, ahol a 2013–14-es szezonban huszonegy bajnoki mérkőzésen három gólpassz jegyzett. A következő szezont a Nyíregyháza Spartacusban töltötte, ahol huszonkilenc bajnokin kilenc alkalommal volt eredményes az élvonalban. 2015 nyarán a Puskás AFC szerződtette. Két szezont töltött a felcsúti csapatnál, a 2016–17-es szezonban tizenhét bajnoki mérkőzésen öt gólt szerzett a klub mezében az élvonalban, majd visszatért az akkor már másodosztályú Nyíregyházához. Másfél év elteltével a Mezőkövesd játékosa lett. A 2019–20-as szezonban alapembere volt a csapatnak, 34 tétmérkőzésen háromszor volt eredményes, a Magyar Kupa döntőjében ő szerezte csapata gólját a Budapest Honvéd ellen 2–1-re elvesztett mérkőzésen. 2020 nyarán a másodosztályú Vasas igazolta le, ahová három évre szóló szerződést írt alá. A 2022–23-as idényben Nyíregyházán játszott, majd Kazincbarcikára igazolt.

### A válogatottban
2015-ben meghívott kapott Bernd Storck szövetségi kapitánytól a november 15-ei Norvégia elleni mérkőzésre készülő felnőtt válogatott keretébe.

## Sikerei, díjai

### Klubcsapatokkal
Mezőkövesdi SE
- Magyar kupa ezüstérmes: 2020

 Vasas
- NB II bajnok: 2021–22